# Коги (Нигерия)
Коги (англ. Kogi) — штат в центральной Нигерии. В народе его называют «Штатом Слияния», из-за того, что столица штата, город Локоджа, первая административная столица современной Нигерии, находится на месте слияния рек Нигер и Бенуэ.

## История
Штат образовался в 1991 году из частей штата Квара и Бенуэ.

## Население
В настоящее время в штате живут следующие народности: игала, эбира, окун (похожие на йоруба) и басса.

## Административное деление
Административно штат делится на 21 РМУ:
- Адави
- Аджаокута
- Анкпа
- Басса
- Декина
- Ибаджи
- Идах
- Игаламела-Одолу
- Иджуму
- Кабба-Буну
- Коги
- Локоджа
- Мопа-Муро
- Офу
- Огори-Магонго
- Окехи
- Окене
- Оламаборо
- Омала
- Восточная Ягба
- Западная Ягба

## Туризм
Штат Коги, благодаря своему уникальному географическому положению, предлагает туристам разнообразные возможности для отдыха. Это и осмотр дикой природы, а также памятники истории, культуры. Находясь всего в 2 часах езды от столицы государства, Абуджи, туристы могут планировать однодневные поездки в интересующие их места. Важными достопримечательностями штата являются колониальные памятники, такие как, например, дом Лорда Лугарда, место слияния рек Нигер и Бенуэ, Огиди (город с необычайными формами скальных камней и традиционными промыслами).

## Транспорт и коммуникации
Штат Коги соединяет Федеральную Столичную Территорию с 22 южными штатами. Находясь в непосредственной близости к федеральной столичной территории, международный аэропорт города Абуджа обслуживает внутренние и международные рейсы. В штате также очень хорошо развиты телекоммуникационные услуги.